# Лагерево
Ла́герево (рос. Лагерево, башк. Лағыр) — село у складі Салаватського району Башкортостану, Росія. Адміністративний центр Лагеревської сільської ради.
Населення — 856 осіб (2010; 957 в 2002).
Національний склад:
- башкири — 97 %

У селі народився Галімов Хабір Латипович — башкирський радянський артист опери (драматичний тенор).